# Boot Camp Clik
Boot Camp Clik es un grupo de underground hip hop de Brooklyn, Nueva York. Lo forman Buckshot de Black Moon, Smif-N-Wessun aka Cocoa Brovaz (Tek & Steele), Heltah Skeltah (Ruck aka Sean Price & Rock) y O.G.C. [Originoo Gunn Clappaz] (Starang Wondah, Top Dog & Louieville Sluggah).
Aunque no han conseguido mucho éxito comercial, Boot Camp se ha convertido en uno de los mejores grupos del rap underground. Principalmente conocidos por su contenido hardcore, el grupo ha añadido en los últimos años temas sociales y personales en sus letras. Además, son uno de los primeros grupos de rap en infundir elementos de reggae en su música. Buckshot, junto con Black Moon, también ayudó a establecer la escena "backpacker" en el rap underground.
Boot Camp alcanzó la cima de su popularidad a mediados de los 90, con el lanzamiento de cuatro aclamados álbumes; Enta Da Stage de Black Moon, Dah Shinin de Smif-N-Wessun, Nocturnal de Heltah Skeltah y Da Storm de O.G.C.. En estos álbumes se encontraban muchos éxitos del rap underground, como son los sencillos "Who Got Da Props?" y "I Got Cha Opin (Remix)" de Black Moon, "Bucktown" y "Sound Bwoy Bureill" de Smif-N-Wessun, "Leflaur Leflah Eshkoshka" y "Operation Lock Down" de Heltah Skeltah, y "No Fear" de O.G.C., entre otros. A pesar de la aclamación de sus álbumes y el éxito menor de sus sencillos, ninguno de esos discos lograron el estatus de oro en ventas. Tras el lanzamiento del primer álbum del supergrupo, For the People, la popularidad del mismo comenzó a disminuir, lo que les condujo a un largo hiato del rap. Desde su vuelta en 2002, la crew ha vuelto a recuperar la popularidad de la que gozó anteriormente en la escena del rap underground con un número de aclamados lanzamientos de álbumes. 
Desde sus inicios, Boot Camp Clik ha tenido un gran número de afiliados. El primer afiliado del grupo fue Da Beatminerz, el equipo de producción de la crew, liderado por DJ Evil Dee (de Black Moon) y su hermano mayor Mr. Walt. Da Beatminerz originalmente produjo la mayoría de los trabajos de Boot Camp, pero desde 1997 han colaborado con otros productores exteriores. Otros afiliados son Representativz (Supreme y Lidu Rock, el hermano pequeño de Rock de Heltah Skeltah), Illa Noyz (el hermano pequeño de Sean Price de Heltah Skeltah), M.S., LS, BJ Swan, The BTJ's (Bucktown Juveniles), Rustee Juxx, Doc Holiday, Thunderfoot & Lil' Hardcore, los vocalistas de reggae Jahdan y Twanie Ranks, y F.L.O.W., un grupo de R&B. Aunque Black Moon está estrechamente unido al grupo, los miembros DJ Evil Dee y 5ft no son miembros oficiales de Boot Camp Clik.

## Historia

### 1992-1996
Black Moon fue el primero en debutar en 1992 con el sencillo "Who Got Da Props?". La canción se convirtió en un fenómeno underground, además de recibir un éxito comercial menor llegando hasta la posición #86 de Billboard Hot 100. Su álbum Enta Da Stage fue liberado en 1993 bajo Nervous Wreck Records, con producciones de DJ Evil Dee y Mr. Walt de Da Beatminerz, y colaboraciones de Havoc de Mobb Deep, Smif-N-Wessun y el copropietario de Duck Down Records Dru-Ha. Este álbum fue muy aclamado y tuvo gran influencia en la escena del rap underground hardcore de aquellos años. Precediendo a verdaderos clásicos como Enter the Wu-Tang (36 Chambers) de Wu-Tang Clan, Illmatic de Nas y Ready to Die de The Notorious B.I.G., Enta Da Stage sirvió como precursor del resurgimiento del rap de Nueva York de mediados de los 90. Junto con "Who Got Da Props?", el álbum incluía otros sencillos clásicos como "How Many MC's...", "Buck Em Down" y "I Got Cha Opin (Remix)", siendo este último el segundo sencillo en entrar en la lista de Hot 100. 
Buckshot y Dru-Ha, un empleado de Nervous Wreck Records, firmaron a Smif-N-Wessun para el sello, y a principios de 1994 el dúo lanzó su sencillo debut "Bucktown", el que, al igual que "Who Got Da Props?" de Black Moon, se convirtió en otro éxito en la escena underground y entró en la lista de Billboard Hot 100 en el puesto #93. Debido a este sencillo, "Bucktown" se ha convertido en un popular apodo para Brooklyn. A principios de 1995, Smif-N-Wess' lanzó su primer álbum Dah Shinin. Debutó en la posición #5 en la lista Top R&B/Hip-Hop Albums y, junto con "Bucktown", engendró un gran número de éxitos underground y videos musicales con "Let's Git It On", "Wrekonize", "Sound Bwoy Bureill", "Wontime" y "Stand Strong". El disco fue producido por DJ Evil Dee, Mr. Walt, Baby Paul y Rich Blak, todos miembros de Beatminerz. Heltah Skeltah y O.G.C., miembros de Boot Camp, hicieron su debut en este álbum, apareciendo en las canciones "Wontime" y "Sound Bwoy Bureill". Dah Shinin también marcó la formación oficial de Boot Camp Clik, con los ocho miembros apareciendo en el tema "Cession at Da Doghillee". 
Tras el lanzamiento de Dah Shinin, el líder de la crew Buckshot junto con su socio Dru-Ha fundaron Duck Down Records después de abandonar Nervous Records debido a derechos de autor no remunerados, y además, firmaron para el nuevo sello discográfico a Heltah Skeltah y O.G.C. A finales de 1995, Heltah Skeltah y O.G.C. formaron el grupo Fab 5, y grabaron su sencillo debut "Leflaur Leflah Eshkoshka b/w Blah". La Cara-B, "Leflah", fue un éxito sorprendente, llegando a la posición #75 de Hot 100 y convirtiéndose en el sencillo más exitoso de todos los grabados por Boot Camp Clik. Ambos grupos lanzaron álbum por separado en 1996. Heltah Skeltah fue el primero con Nocturnal en junio de 1996, siendo el primer álbum de Boot Camp en no ser íntegramente producido por Da Beatminerz. Evil Dee y Mr. Walt produjeron tres canciones, mientras que Baby Paul (afiliado de Beatminerz) lo hizo con cinco. Otros productores fueron Lord Jamar (de Brand Nubian), Shaleek, Shawn J. Period, Supreme (de Representativz) y E-Swift (de Tha Alkaholiks). Como Enta Da Stage y Dah Shinin, Nocturnal fue extensamente aclamado y pronto se convirtió en un clásico del rap underground. Junto con "Leflah", en el álbum se incluían otros sencillos de menor éxito como el oscuro "Operation Lock Down", y "Therapy". Nocturnal, además, fue el debut de los afiliados a Boot Camp Clik Representativz y Illa Noyz, así como colaboraciones de O.G.C., Buckshot y Vinia Mojica.
En el verano de 1996, Tupac Shakur invitó a Buckshot, Dru Ha y Smif-N-Wessun a su casa de California para grabar el álbum One Nation. El álbum iba a ser lanzado para terminar con las disputas entre las costas este y oeste, pero nunca fue liberado debido a la muerte de Tupac. Muchas canciones, como "One Nation" y "Military Mindz", fueron grabados. Este último tema fue posteriormente remezclado e incluido en el álbum Better Dayz.
A finales de 1996, O.G.C. lanzó su primer álbum Da Storm. Liderado por la carismática entrega de Starang Wondah y el tándem rítmico que formaban Louieville Sluggah y Top Dog, el álbum fue muy popular entre los fanes del rap underground. A pesar de no tener éxito comercial ni ser tan aclamado como los anteriores trabajos de Boot Camp, el álbum aún está considerado por muchos como un clásico de rap. Al igual que Nocturnal, Da Storm incluye un gran reparto de productores como son E-Swift, Madlib, DJ Ogee, Lord Jamar, Supreme y Shaleek, además de los usuales Evil Dee, Mr. Walt y Baby Paul. En el mismo, colaboran Rock de Heltah Skeltah, Sadat X de Brand Nubian, Sean Black y Representativz. El sencillo principal, "No Fear", fue un éxito menor, aunque no se logró meter en la lista de Billboard Hot 100, haciendo de O.G.C. el primer y único miembro de Boot Camp Clik en no colocar un sencillo en esta lista. El álbum también incluye los sencillos "Hurricane Starang" b/w "Gunn Clapp" b/w "Danjer", que también fracasaron en las listas de Billboard.

### 1997-1999
En 1997 la familia completa de Boot Camp Clik se reunió para grabar el primer álbum en grupo, For The People. A diferencia de Nocturnal y Da Storm, álbumes en los que Da Beatminerz aportó algunas producciones, en For the People el grupo abandonó totalmente al equipo de producción y se alejó de su personal sonido oscuro que les había caracterizado todos estos años. En cambio, Boogie Brown y Buckshot dieron al álbum producciones con instrumentación en directo. El nuevo sonido del grupo no terminó de gustar a sus admiradores, por lo que las críticas y ventas fueron bastante flojas. Junto con los miembros originales, en el álbum aparece un gran número de afiliados como Illa Noyz y the Representativz, además del debut de BJ Swan, LS, The BTJ's y F.L.O.W. El sencillo "Headz Are Reddee Pt. 2" b/w "Down by Law" fracasó en las listas de Billboard.
Tras el lanzamiento de For the People, los grupos de Boot Camp entran una vez más al estudio para nuevas liberaciones de álbumes por separado. Tek y Steele fueron los primeros en regresar, ahora bajo el nombre de Cocoa Brovaz, debido a un pleito con las armas de fuego Smith & Wesson. The Rude Awakening fue lanzado en 1998, y como todo álbum de Boot Camp, las críticas fueron realmente buenas pero las ventas pobres, a pesar de situarse en la posición #3 en la lista de álbumes de R&B/Hip-Hop. Los sencillos "Won on Won" y "Bucktown USA" fueron algo exitosos, y el sencillo principal del álbum, "Black Trump" con Raekwon, fracasó en las listas.
El siguiente en volver fue Heltah Skeltah a finales de 1998 con Magnum Force. Las críticas de este álbum tacharon al grupo de abandonar su sonido original inclinándose por uno más comercial. En este disco colaboran muchos artistas invitados, como son Representativz, Doc Holiday, Method Man, Tha Dogg Pound, Tha Outlawz, Anthony Hamilton y MFC, además de Boot Camp Clik al completo, dejando tan solo cinco canciones sin colaboraciones. El sencillo líder, "I Ain't Havin' That", utilizó un sample del tema "Hot Sex" de A Tribe Called Quest, y se convirtió en el segundo sencillo de éxito del grupo, logrando el puesto #89 en Hot 100. A pesar del éxito del sencillo, el álbum no vendió mucho. 
Tras un hiato de cinco años, Black Moon volvería, tras una larga batalla legal por la licencia de su nombre con Nervous Records, en 1999 con War Zone. El álbum tuvo buenas críticas, pero en ventas no se podía comparar con las de su debut. Un factor positivo fue la vuelta de Da Beatminerz, que produjo el álbum al completo. El grupo reclutó un número de MCs de Nueva York como Busta Rhymes, Q-Tip y M.O.P. para su colaboración en el disco. Los sencillos "Two Turntables and a Mic" y "This is What it Sounds Like (Worldwind)" lograron un éxito comercial menor. 
O.G.C. fueron los últimos en regresar, lanzando un segundo disco, The M-Pire Shrikez Back. Al igual que War Zone, apenas tuvo éxito comercial pero si muy buenas críticas. El álbum fue producido por el equipo de producción Black Market e incluye un gran número de colaboraciones de los miembros de Boot Camp Clik y MFC. El sencillo "Bounce to the Ounce" b/w "Suspect Niggaz" tuvo algo de éxito llegando a la posición #94 en las listas de R&B y hip hop. En 1999 también se vio el primer álbum de los afiliados de Boot Camp, Representativz, titulado Angels Of Death bajo Duck Down/Warlock Records, y una compilación de Duck Down Records llamada Duck Down Presents: The Album. Este álbum tuvo unas críticas mediocres y muy pocas ventas. El sencillo principal, "Jump Up" de Black Moon, obtuvo éxito en cambio. En octubre, Buckshot lanzó su primer álbum en solitario, The BDI Thug, un apodo dado por Tupac durante el verano de 1996. Como la mayoría de lanzamientos de Boot Camp, este álbum recibió buenas críticas y pocas ventas, en parte porque el sello discográfico de Buckshot dejó de ser distribuido por Priority Records.

### 2000-2005
Tras desvincularse por completo de Priority, el Clik se tomó un largo hiato en el "rap game". Heltah Skeltah se separó en 2000, cuando Rock abandonó Duck Down para dar comienzo a su carrera en solitario. O.G.C. se retiró (temporalmente), y aún tiene que liberar su tercer álbum. Cocoa Brovaz firmó un contrato con el por entonces sello independiente de rap Rawkus Records, y lanzaron un exitoso sencillo, "Get Up", que se incluía en la compilación Lyricist Lounge 2, aunque nunca grabaron un álbum con dicho sello. Tras abandonar el grupo, Priority lanzó la primera compilación de grandes éxitos de Boot Camp Clik, titulada Basic Training: Boot Camp Clik's Greatest Hits, en la que se incluían 13 canciones grabadas entre 1993 y 1999. En el periodo entre 2000 y 2001, el único material de Boot Camp que vio la luz fueron unos sencillos independientes en vinilo de varios miembros del supergrupo.
En 2002, Duck Down Records firmó un nuevo contrato de distribución con Koch Entertainment, y prepararon el terreno para lo que sería su segundo álbum en grupo. The Chosen Few fue lanzado a finales de 2002 y se incluía a siete de los originales "Great 8", con Rock como el único miembro ausente. Este álbum fue quizás el más aclamado de Boot Camp desde 1996, recibiendo grandísimas críticas de un gran número de fuentes, incluyendo un 4.5/5 en All Music Guide. Las ventas fueron moderadamente buenas para ser un álbum independiente (600.000 copias). The Chosen Few incluía producciones de Da Beatminerz, además de otros productores del nombre de Hi-Tek, The Alchemist y Bink. Los sencillos fueron "And So" y "Think Back", de los que también se grabaron video musical. 
A principios de 2003, Duck Down Records lanzó una compilación llamada Collect Dis Edition, siendo una colección de los sencillos grabados durante el hiato de álbumes de Boot Camp Clik en 2000 y 2001. A finales de 2003, Black Moon regresó con su tercer álbum Total Eclipse. Con buenas críticas, el álbum fue producido por Da Beatminerz, Moss, Tone Capone, DJ Static, Nottz, Kleph Dollaz y Coptic. Los sencillos fueron "Stay Real" y "This Goes Out to You", convirtiéndose ambos en éxitos underground. A principios de 2004, 5ft de Black Moon fue sentenciado a entre cuatro y nueve años de cárcel por venta de sustancias ilegales, anulando prácticamente cualquier posibilidad de nuevo disco del grupo durante los próximos años.
Tras cambiarse de Koch a Navarre, Duck Down puso en marcha su campaña "Triple Threat" ("Triple Amenaza"), que incluía tres nuevos lanzamientos de Boot Camp Clik. El primero fue el debut en solitario de Ruck, miembro de Heltah Skeltah, ahora conocido por su nombre de nacimiento Sean Price. El álbum se tituló Monkey Barz. En parte debido a su aspecto duro y sus líricas graciosas, este disco fue el más aclamado de los tres de la "Triple Amenaza", y fue nombrado Álbum Independiente del Año por AllHipHop.com. Monkey Barz presenció la reunión de Heltah Skeltah, con Rock apareciendo en las canciones "Jail Shit" y "Slap Boxing". El segundo de la Triple Threat fue una colaboración entre Buckshot y 9th Wonder, del grupo Little Brother, titulado Chemistry. 9th produjo todas las canciones del álbum, mientras que Buck compuso las letras con la ayuda de miembros de Boot Camp Clik y Justus League. El álbum tuvo críticas de todo tipo, pero generalmente fue bien recibido. El tercer y último álbum de la campaña fue el esperado regreso de Tek y Steele, que regresaron con su nombre original, Smif-N-Wessun. Tek N Steele: Reloaded fue lanzado en septiembre de 2005, y tuvo buenas críticas aunque quizás no del nivel de Chemistry y Monkey Barz. Reloaded incluía los sencillos "My Timbz Do Work" y "Gunn Rap", así como la colaboración con dead prez en "Warriorz Heart", y "Get Back", tema en el que aparecen casi todos los miembros de la crew. Los tres álbumes de la Triple Threat tuvieron ventas similares, rondando las 40.000 copias.

### 2006-presente
A principios de 2006, Duck Down lanzó un DVD titulado Video Surveillance, en donde se incluían casi todos los videos grabados por Boot Camp entre 1992 y 2005. En el disco se incluyen los videos de los sencillos "Who Got Da Props?", "How Many MC's...", "I Got Cha Opin (Remix)", "Buck Em Down (Remix)", "Bucktown", "Let's Git It On", "Wontime", "Wrekonize (Remix)", "Sound Bwoy Bureill", "Blah", "Leflaur Leflah Eshkoshka", ambas versiones (la versión oficial y no liberada) de "Operation Lock Down", "Therapy", "No Fear", "Hurricane Danjer", "Headz Are Reddee Pt. 2", "Night Riders", "Won on Won", "Black Trump", "Spanish Harlem", "I Ain't Havin' That", "Two Turntables and a Mic", "This is What it Sounds Like (Worldwind)", "Bounce to the Ounce", "Get Up", "And So", "Think Back", "Stay Real", "This Goes Out to You", "Boom Bye Yeah", "Heartburn/Onion Head", "My Timbz Do Work" y "Gunn Rap". 
En julio de 2006, Boot Camp Clik regresó con el tercer álbum en grupo, The Last Stand, con los ocho miembros en el proyecto. El álbum fue muy bien recibido por críticos y admiradores, y fue también un éxito independiente, logrando alcanzar la posición #50 en la lista de R&B/Hip-Hop y en el Top 20 en la Top Independent Albums. The Last Stand tuvo un gran equipo de producción al frente, con Da Beatminerz, Pete Rock, Large Professor, 9th Wonder, Illmind y Coptic. La primera canción del álbum, "Trading Places", es rapeado por Smif-N-Wessun y Heltah Skeltah, y cuenta también con video musical. "Trading Places" y "Let's Go" fueron la Cara-B del sencillo oficial "Yeah".
Un gran número de álbumes de Duck Down han sido lanzados en 2007. El primero fue el segundo álbum en solitario de Sean Price, titulado Jesus Price Supastar, que vio la luz a finales de enero de 2007. El propio Sean Price y Rock están grabando lo que será el álbum reunión de Heltah Skeltah, probablemente titulado D.I.R.T., un acrónimo de "Da Incredible Rap Team". Será el primer álbum del grupo en una década. Rock también tiene planeado lanzar su debut en solitario, al que podría llamar Monstah Musik. Buckshot y 9th Wonder han entrado al estudio para grabar su segundo álbum de colaboración, posiblemente conocido como The Formula, y anunciado para 2007. En una entrevista con Dru-Ha, el CEO de Duck Down, se negó que O.G.C. estuviera separado como grupo e incluso se mencionó la posibilidad de que lanzaran un álbum de reunión para 2007 o 2008. En agosto de 2007 salió el nuevo álbum del grupo, llamado Casualties of War.

## Discografía

### Álbumes del grupo
- For The People (1997)
- The Chosen Few (2002)
- The Last Stand (2006)
- Casualties Of War (2007)

### Álbumes de Black Moon
- Enta Da Stage (1993)
- Diggin' In Dah Vaults (1996)
- War Zone (1999)
- Total Eclipse (2003)
- Alter The Chemistry (2006)

### Álbumes de Buckshot
- The BDI Thug (1999)
- Chemistry con 9th Wonder (2005)
- The Formula con 9th Wonder (2008)
- KRS-One & Buckshot - Survival Skills (2009)
- 9th Wonder & Buckshot - The Solution (2012)
- Buckshot LeFonque - Buckshot LeFonque (1994)

### Álbumes de Smif-N-Wessun
- Dah Shinin (1995)
- The Rude Awakening (1998) [como Cocoa Brovaz]
- Tek N Steele: Reloaded (2005)
- SMIF-N-WESSUN: THE ALBUM (2007)

### Álbumes de Heltah Skeltah
- Nocturnal (1996)
- Magnum Force (1998)
- D.I.R.T. (2008)

### Álbumes de Sean Price
- Monkey Barz (2005)
- Jesus Price Supastar (2006)

### Álbumes de O.G.C.
- Da Storm (1996)
- The M-Pire Shrikez Back (1999)

### Compilaciones
- Duck Down Presents: The Album (1999)
- Basic Training: Boot Camp Clik's Greatest Hits (2000)
- Collect Dis Edition (2003)

### Mixtapes
- Search And Recover Pt. 1 (2002)
- Puss N Boots Soundtrack (2004)
- NC To Bucktown (2006)

### Posición de los álbumes en lista
| Año  | Álbum                                          | Posiciones en lista | Posiciones en lista    | Posiciones en lista    | Miembro               |
| Año  | Álbum                                          | Billboard 200       | Top R&B/Hip Hop Albums | Top Independent Albums | Miembro               |
| 1993 | Enta Da Stage                                  | -                   | #33                    | -                      | Black Moon            |
| 1995 | Dah Shinin'                                    | #59                 | #5                     | -                      | Smif-N-Wessun         |
| 1996 | Nocturnal                                      | #35                 | #5                     | -                      | Heltah Skeltah        |
| 1996 | Da Storm                                       | #47                 | #10                    | -                      | O.G.C.                |
| 1996 | Diggin' In Dah Vaults                          | -                   | #33                    | -                      | Black Moon            |
| 1997 | For The People                                 | #15                 | #4                     | -                      | Boot Camp Clik        |
| 1998 | The Rude Awakening                             | #21                 | #3                     | -                      | Cocoa Brovaz          |
| 1998 | Magnum Force                                   | #34                 | #8                     | -                      | Heltah Skeltah        |
| 1999 | War Zone                                       | #35                 | #9                     | -                      | Black Moon            |
| 1999 | The M-Pire Shrikez Back                        | #170                | #38                    | -                      | O.G.C.                |
| 1999 | The BDI Thug                                   | -                   | #63                    | -                      | Buckshot              |
| 1999 | Duck Down Presents: The Album                  | -                   | -                      | -                      | Varios Artistas       |
| 2000 | Basic Training: Boot Camp Clik's Greatest Hits | -                   | #88                    | -                      | Boot Camp Clik        |
| 2002 | The Chosen Few                                 | -                   | #34                    | #17                    | Boot Camp Clik        |
| 2003 | Collect Dis Edition                            | -                   | -                      | -                      | Varios Artistas       |
| 2003 | Total Eclipse                                  | -                   | #47                    | #23                    | Black Moon            |
| 2005 | Monkey Barz                                    | -                   | #70                    | #46                    | Sean Price            |
| 2005 | Chemistry                                      | -                   | #69                    | #34                    | Buckshot & 9th Wonder |
| 2005 | Tek N Steele: Reloaded                         | -                   | #69                    | ?                      | Smif-N-Wessun         |
| 2006 | The Last Stand                                 | -                   | #48                    | -                      | Boot Camp Clik        |
| 2006 | Jesus Price Supastar                           | -                   | -                      | -                      | Sean Price            |

### Sencillos
| Año  | Canción                                                              | U.S. Hot 100 | U.S. R&B | U.S. Rap | Álbum                         |
| ---- | -------------------------------------------------------------------- | ------------ | -------- | -------- | ----------------------------- |
| 1993 | "Who Got Da Props?" (Black Moon)                                     | #86          | #60      |          | Enta Da Stage                 |
| 1993 | "How Many MC's..." (Black Moon)                                      |              | #97      | #48      | Enta Da Stage                 |
| 1994 | "I Got Cha Opin (Remix)" (Black Moon)                                | #93          | #55      | #15      | Enta Da Stage                 |
| 1994 | "Buck Em Down (Remix)" (Black Moon)                                  |              | #81      | #17      | Enta Da Stage                 |
| 1994 | "Bucktown" (Smif-N-Wessun)                                           | #93          | #61      | #14      | Dah Shinin                    |
| 1994 | "Let's Git It On" (Smif-N-Wessun)                                    |              |          | #14      | Dah Shinin                    |
| 1995 | "Wrekonize" (Smif-N-Wessun)                                          |              | #95      | #29      | Dah Shinin                    |
| 1995 | "Sound Bwoy Bureill" (Smif-N-Wessun)                                 |              |          | #29      | Dah Shinin                    |
| 1995 | "Wontime" (Smif-N-Wessun)                                            |              |          | #48      | Dah Shinin                    |
| 1995 | "Leflaur Leflah Eshkoshka" (The Fab 5)                               | #75          | #51      | #8       | Nocturnal                     |
| 1996 | "Operation Lock Down" (Heltah Skeltah)                               |              | #64      | #15      | Nocturnal                     |
| 1996 | "Da Wiggy" (Heltah Skeltah)                                          |              |          | #15      | Nocturnal                     |
| 1996 | "Therapy" (Heltah Skeltah)                                           |              | #77      | #16      | Nocturnal                     |
| 1996 | "No Fear" (O.G.C.)                                                   |              | #63      | #13      | Da Storm                      |
| 1996 | "How Many Emcees (Must Get Dissed) (DJ Evil Dee Remix)" (Black Moon) |              |          | #32      | Diggin' in Dah Vaults         |
| 1997 | "Won on Won" (Cocoa Brovaz)                                          |              | #94      |          | The Rude Awakening            |
| 1998 | "Bucktown USA" (Cocoa Brovaz)                                        |              |          | #47      | The Rude Awakening            |
| 1998 | "I Ain't Havin' That" (Heltah Skeltah)                               | #80          | #58      | #13      | Magnum Force                  |
| 1999 | "Two Turntables and a Mic" (Black Moon)                              |              | #82      |          | War Zone                      |
| 1999 | "This is What it Sounds Like (Worldwind)" (Black Moon)               |              |          | #13      | War Zone                      |
| 1999 | "Bounce to the Ounce" (O.G.C.)                                       |              | #94      |          | The M-Pire Shrikez Back       |
| 1999 | "Jump Up" (Black Moon)                                               |              |          | #24      | Duck Down Presents: The Album |
| 2001 | "All Massive" (Tek)                                                  |              |          | #20      | Collect Dis Edition           |